# Recopa Sudamericana 2004
La Recopa Sudamericana 2004 è stata la dodicesima edizione della Recopa Sudamericana; in questa occasione a contendersi la coppa furono il vincitore della Coppa Libertadores 2003 e il vincitore della Coppa Sudamericana 2003.

## Tabellino
| Arbitro: | Terry Vaughn |

| |                      | |
| Tévez 33’ | Marcatori            | 89’ Saraz |
| Schiavi Tévez Palermo Vargas | Tiri di rigore 2 – 4 | Ibarra Lobatón Portilla Acasiete |
| · Roberto Abbondanzieri · José Calvo · Rolando Schiavi · Cristian Traverso · Claudio Morel · Raúl Cascini · Diego Cagna · 67’ Andrés Guglielminpietro · 80’ Pablo Ledesma · Martín Palermo · Carlos Tévez · 67’ Fabián Vargas · 80’ Aníbal Matellán | Formazioni           | · Óscar Ibáñez · Paolo De la Haza · Santiago Acasiete · Manuel Arboleda · Giuliano Portilla · Alessandro Morán 60’ · Juan Carlos Bazalar · Juan Carlos La Rosa · Daniel Gamarra · Miguel Mostto 60’ · Germán Carty 73’ · Carlos Lobatón 60’ · Rodrigo Saraz 60’ · Sergio Ibarra 73’ |
| Miguel Ángel Brindisi | Allenatori           | Freddy Ternero |